# Philipp Menge
Philipp Menge (* 13. Mai 1992) ist ein ehemaliger Schweizer Grasskiläufer. Er gehörte bis 2009 der Junioren-Nationalmannschaft von Swiss Grasski an und startete in den Jahren 2008 und 2009 im Weltcup. Sein Bruder Patrick ist ebenfalls Grasskiläufer.

## Karriere
Menges erstes FIS-Rennen war der Slalom von Altenseelbach am 1. Juni 2008, bei dem er auf Anhieb den neunten Platz erreichte. Bei der Juniorenweltmeisterschaft in Rieden im Juli und August desselben Jahres war sein bestes Ergebnis Rang 16 in der Super-Kombination. Zwei Wochen später nahm er in Marbachegg erstmals an Weltcuprennen teil. Dabei erreichte er Platz 15 im Riesenslalom sowie Rang 22 im Slalom und Rang 23 im Super-G. Am Saisonende konnte er mit Platz 26 in der Super-Kombination von Forni di Sopra zum vierten Mal punkten, womit er in der Saison 2008 Platz 25 im Gesamtklassement belegte.
In der Weltcupsaison 2009 kam Menge viermal unter die schnellsten 20. Sein bestes Ergebnis war Platz elf im Riesenslalom von Marbachegg. In der Gesamtwertung konnte er sich dadurch auf Platz 15 verbessern. Bei der Juniorenweltmeisterschaft 2009 in Horní Lhota u Ostravy kam er in allen Bewerben unter die Top 20, wobei sein bestes Resultat Rang zehn im Riesenslalom war. Nach 2009 nahm er an keinen Wettkämpfen mehr teil.

## Erfolge

### Juniorenweltmeisterschaften
- Rieden 2008: 16. Super-Kombination, 20. Slalom, 26. Riesenslalom, 30. Super-G
- Horní Lhota u Ostravy 2009: 10. Riesenslalom, 14. Slalom, 15. Super-Kombination, 20. Super-G

### Weltcup
- Fünf Platzierungen unter den besten 20